# 澪川舞香
澪川 舞香（みおかわ まいか、2001年10月27日 - ）は日本の女性アイドル。女性アイドルグループ・fav meのメンバー。アソビシステム所属。愛称は「まかしゃん」。大阪府出身。

## 略歴
2021年、女性アイドルグループ・miao結成に参加、6月19日お披露目。しかし、同年12月31日付で活動終了。
2022年5月31日、ルルネージュに加入発表、6月9日お披露目。2023年には『週刊SPA!』（扶桑社）とTOKYO IDOL FESTIVAL 2023とのコラボ企画「水着でアイドル頂上決戦」にて初水着グラビア。
2024年12月2日、ルルネージュを卒業。卒業に先立ち11月23日には卒業公演を開催。
2025年2月14日、アソビシステムの新アイドルプロジェクト「PEAK SPOT」第1弾グループ・fav me結成発表
。同年4月22日デビューライブ開催。
2025年5月22日、X（旧Twitter）のポストが1000万インプレッション、8万いいね！を記録。

## 人物・エピソード
メンバーカラーはアイドルを始めてから一貫して赤。
fav meは7人中大阪出身が3人（澪川、阿部かれん、中本こまり）いるが、上京が他の2人より遅かった（大学1年のときに中退して上京）こともあり、関西弁が最も出るとインタビューで語っている。

## 出演

### テレビ
- 世界まる見え!テレビ特捜部 夏のお調子者SP（2025年7月28日、日本テレビ）

## 作品

### 電子書籍
- 澪川舞香　好きになっちゃった？ vol.1 （2024年8月2日、講談社）
- 澪川舞香　好きになっちゃった？ vol.2 （2024年8月2日、講談社）
- 【デジタル限定 YJ PHOTO BOOK】澪川舞香（ルルネージュ）写真集「ma cherie」（2024年10月10日、集英社）